# Champosoult
Champosoult – miejscowość i gmina we Francji, w regionie Normandia, w departamencie Orne.
Według danych na rok 1990 gminę zamieszkiwało 100 osób, a gęstość zaludnienia wynosiła 14 osób/km² (wśród 1815 gmin Dolnej Normandii Champosoult plasuje się na 786. miejscu pod względem liczby ludności, natomiast pod względem powierzchni na miejscu 707.).